# چیکوزن، فوکوئوکا
چیکوزن، فوکوئوکا (به لاتین: Chikuzen, Fukuoka) یک منطقهٔ مسکونی در ژاپن است که در استان فوکوئوکا واقع شده‌است. چیکوزن ۲۹٬۳۶۹ نفر جمعیت دارد.